# فلورین هالاجیان
فلورین وازگن هالاجیان (رومانیایی: Florin Vaschen Halagian؛ زادهٔ ۷ مارس ۱۹۳۹ - درگذشته ۱۲ اوت ۲۰۱۹) بازیکن فوتبال ارمنی‌تبار اهل رومانی بود.

## باشگاهی
از باشگاه‌هایی که در آن بازی کرده‌است می‌توان به باشگاه فوتبال دینامو بخارست و باشگاه فوتبال پترولول پلویشت اشاره کرد.